# SARS-CoV-2 세타 변이
SARS-CoV-2 세타 변이(SARS-CoV-2 Theta variant, P3 계통)은 코로나바이러스19를 일으키는 바이러스인 SARS-CoV-2의 변이 중 하나이다. 이 변이는 2021년 2월 18일 필리핀에서 처음 식별되었으며 2개의 우려돌연변이가 중앙비사야스 지방에서 발견되었다. 필리핀의 한 여행자가 도쿄의 나리타 국제공항에 도착했던 2021년 3월 12일 일본에서 발견되었다.

## 돌연변이

- [3]

## 통계
| 국가           | 확진자 수 | 확진자 수     | 확진자 수 | 확진자 수 |
| 국가           | PANGOLIN  | outbreak.info | Regeneron | 기타 출처 |
| -------------- | --------- | ------------- | --------- | --------- |
| 필리핀         | 457       | 505           | 519       | 461       |
| US             | 17        | 20            | 17        |           |
| 독일           | 11        | 11            | 11        |           |
| 말레이시아     | 10        | 10            | 10        | 13        |
| 영국           | 9         | 9             | 9         | 10        |
| 일본           | 7         | 8             | 8         |           |
| 네덜란드       | 7         | 7             | 7         | 4         |
| 캐나다         | 5         | 5             | 5         |           |
| 오스트레일리아 | 3         | 3             | 4         |           |
| 벨기에         | 3         | 3             | 3         |           |
| 중국           | 3         | 14            | 18        |           |
| 괌             | 3         | –             | 3         |           |
| 뉴질랜드       | 3         | 3             | 3         |           |
| 노르웨이       | 3         | 3             | 3         |           |
| 싱가포르       | 3         | 3             | 3         |           |
| 앙골라         | 2         | 2             | 2         |           |
| 대한민국       | 2         | 2             | 2         |           |
| 스웨덴         | 2         | 2             | 2         |           |
| 핀란드         | 1         | 1             | 1         |           |
| 총합:          | 550       | 620           | 630       | 488       |

## 같이 보기
- 필리핀의 코로나19 범유행
- SARS-CoV-2 변이주